# 7371 El-Baz
7371 El-Baz è un asteroide della fascia principale. Scoperto nel 1978, presenta un'orbita caratterizzata da un semiasse maggiore pari a 3,2345529 au e da un'eccentricità di 0,1254472, inclinata di 2,03607° rispetto all'eclittica.